# Liste der Monuments historiques in Les Abymes
Diese Liste führt die Monuments historiques in Les Abymes auf. Sie basiert auf der Datenbank Base Mérimée des französischen Kulturministeriums.
| Bezeichnung        | Beschreibung | Standort                   | Kennzeichnung | Schutzstatus | Datum | Bild           |
| ------------------ | ------------ | -------------------------- | ------------- | ------------ | ----- | -------------- |
| Habitation Mamiel  |              | (Lage)                     | PA97100019    | Inscrit      | 2006  |                |
| Maison Petrelluzzi |              | (Lage)                     | PA97100025    | Inscrit      | 2008  |                |
| Monument aux morts |              | Place de la Liberté (Lage) | PA97100045    | Inscrit      | 2013  | weitere Bilder |